# Leopoldo VI di Babenberg
Leopoldo VI di Babenberg, detto il Glorioso, (1176 – San Germano, 28 luglio 1230) fu duca d'Austria dal 1198 alla morte e duca di Stiria dal 1194 alla morte.

## Biografia
Leopoldo era il figlio minore del duca Leopoldo V e Elena d'Ungheria. In contravvenzione alle norme prescritte dal patto di Georgenberg, i territori dei Babenberg vennero divisi alla morte di Leopoldo V: al fratello maggiore di Leopoldo, Federico I, venne affidato il ducato d'Austria (corrispondente alla moderna Austria Inferiore ed alla parte est dell'Austria Superiore), mentre Leopoldo stesso divenne duca di Stiria. Entrambi i ducati vennero riunificati quando Federico morì, dopo solo quattro anni di regno. Egli sostenne la fazione degli Staufer nella disputa tedesca sul trono, firmando la dichiarazione dei principi di Spira nel 1199.
Leopoldo VI prese parte a due crociate, quella contro gli albigesi nel 1212 e la fallimentare Quinta Crociata dal 1217 al 1221. Come i suoi predecessori - tentò di arricchire le proprie terre con la fondazione di nuovi monasteri. La sua più importante fondazione fu quella di Lilienfeld nella Valle del Traisen, dove venne sepolto alla sua morte. Prima di ciò, egli supportò l'Ordine Mendicante dei Francescani e i Domenicani. Egli elevò Enns allo status di città nel 1212 e Vienna nel 1221.
Sotto il regno di Leopoldo, l'architettura gotica si diffuse in Austria - la Cappella Speciosa nella sua residenza estiva di Klosterneuburg è conosciuta per essere il primo monumento dell'area danubiana ad essere stato interessato da questo stile - una sua ricostruzione è possibile ammirarla oggi nei giardini di Laxenburg. Inoltre si deve a lui l'erezione della chiesa di San Michele a Vienna, tra il 1219 e il 1221.
L'Austria dei Babenberg raggiunse lo zenit sotto il regno di Leopoldo VI. L'evidenza di questo è data dal suo matrimonio con la principessa bizantina Teodora Angelina e la sua importanza nella mediazione tra Federico II e il Papa Gregorio IX, alla quale stava lavorando quando la morte lo colse.
La corte di Leopoldo è conosciuta come un centro di numerosi artisti come Walther von der Vogelweide, Neidhart von Reuental e Ulrich von Liechtenstein. Inoltre, secondo recenti studi, la saga dell'Anello dei Nibelunghi (ripresa poi da Richard Wagner in una sua celebre opera) sarebbe stata scritta nel periodo del suo regno ed alla sua corte.
Leopoldo morì a San Germano nel 1230.

## Matrimonio ed eredi
Dal matrimonio con Teodora Angelina nacquero i seguenti figli:
- Margherita (1204-1266), che sposò prima Enrico VII di Hohenstaufen e successivamente Ottocaro II di Boemia;
- Agnese (1205-1226), che sposò Alberto I di Sassonia;
- Leopoldo (1207-1216);
- Enrico (1208-1228), che sposò Agnese di Turingia, figlia di Ermanno I di Turingia e di Sofia di Baviera; Agnese era sorella dell'antire Enrico Raspe;
- Gertrude (1210-1241), che sposò Enrico Raspe;
- Federico (1211-1246), che sposò dapprima Sofia Lascarina, principessa bizantina e poi in seconde nozze Agnese di Merania (figlia di Ottone II di Borgogna), ma non ebbe figli da nessuna delle due e con lui si estinse il casato dei Babenberg;
- Costanza, che sposò Enrico III di Meißen.

## Ascendenza
|                          |                    |                            | Genitori               |  |  | Nonni |  |  | Bisnonni                  |  |  | Trisnonni                |  |
|                          |                    |                            |                        |  |  |       |  |  | Leopoldo III di Babenberg |  |  | Leopoldo II di Babenberg |  |
|                          |                    |                            |                        |  |  |       |  |  | Leopoldo III di Babenberg |  |  | Leopoldo II di Babenberg |  |
|                          |                    | Ida di Formbach-Ratelnberg |                        |  |  |       |  |  | Leopoldo III di Babenberg |  |  |                          |  |
| Enrico II di Babenberg   |                    |                            |                        |  |  |       |  |  | Leopoldo III di Babenberg |  |  |                          |  |
|                          |                    | Agnese di Waiblingen       | Enrico IV di Franconia |  |  |       |  |  |                           |  |  |                          |  |
|                          |                    | Agnese di Waiblingen       | Enrico IV di Franconia |  |  |       |  |  |                           |  |  |                          |  |
|                          |                    | Agnese di Waiblingen       | Berta di Savoia        |  |  |       |  |  |                           |  |  |                          |  |
| Leopoldo V di Babenberg  |                    | Agnese di Waiblingen       |                        |  |  |       |  |  |                           |  |  |                          |  |
|                          |                    | Andronico Comneno          | Giovanni II Comneno    |  |  |       |  |  |                           |  |  |                          |  |
|                          |                    | Andronico Comneno          | Giovanni II Comneno    |  |  |       |  |  |                           |  |  |                          |  |
|                          |                    | Andronico Comneno          | Piroska d'Ungheria     |  |  |       |  |  |                           |  |  |                          |  |
| Teodora Comnena          |                    | Andronico Comneno          |                        |  |  |       |  |  |                           |  |  |                          |  |
|                          |                    | Irene                      | …                      |  |  |       |  |  |                           |  |  |                          |  |
|                          |                    | Irene                      | …                      |  |  |       |  |  |                           |  |  |                          |  |
|                          |                    | Irene                      | …                      |  |  |       |  |  |                           |  |  |                          |  |
| Leopoldo VI di Babenberg |                    | Irene                      |                        |  |  |       |  |  |                           |  |  |                          |  |
|                          | Béla II d'Ungheria | Álmos d'Ungheria           |                        |  |  |       |  |  |                           |  |  |                          |  |
|                          | Béla II d'Ungheria | Álmos d'Ungheria           |                        |  |  |       |  |  |                           |  |  |                          |  |
|                          | Béla II d'Ungheria | Predslava di Kiev          |                        |  |  |       |  |  |                           |  |  |                          |  |
| Géza II d'Ungheria       | Béla II d'Ungheria |                            |                        |  |  |       |  |  |                           |  |  |                          |  |
|                          |                    | Elena di Rascia            | Uroš I di Rascia       |  |  |       |  |  |                           |  |  |                          |  |
|                          |                    | Elena di Rascia            | Uroš I di Rascia       |  |  |       |  |  |                           |  |  |                          |  |
|                          |                    | Elena di Rascia            | Anna Diogenissa        |  |  |       |  |  |                           |  |  |                          |  |
| Elena d'Ungheria         |                    | Elena di Rascia            |                        |  |  |       |  |  |                           |  |  |                          |  |
|                          |                    | Mstislav I di Kiev         | Vladimir II di Kiev    |  |  |       |  |  |                           |  |  |                          |  |
|                          |                    | Mstislav I di Kiev         | Vladimir II di Kiev    |  |  |       |  |  |                           |  |  |                          |  |
|                          |                    | Mstislav I di Kiev         | Gytha del Wessex       |  |  |       |  |  |                           |  |  |                          |  |
| Efrosin'ja Mstislavna    |                    | Mstislav I di Kiev         |                        |  |  |       |  |  |                           |  |  |                          |  |
|                          |                    | Ljubava Dmitr'evna         | Dmitrij Zavidic        |  |  |       |  |  |                           |  |  |                          |  |
|                          |                    | Ljubava Dmitr'evna         | Dmitrij Zavidic        |  |  |       |  |  |                           |  |  |                          |  |
|                          |                    | Ljubava Dmitr'evna         | …                      |  |  |       |  |  |                           |  |  |                          |  |
|                          |                    | Ljubava Dmitr'evna         |                        |  |  |       |  |  |                           |  |  |                          |  |